# 佐々木元
佐々木 元（ささき はじめ、1936年〈昭和11年〉4月6日 - 2022年〈令和4年〉6月21日）は、日本の実業家。元NEC代表取締役会長。位階勲等は従四位旭日重光章。

## 人物
1936年（昭和11年）4月6日に愛知県名古屋市で出生。父は佐々木直（第22代日本銀行総裁）で、父が日本銀行名古屋支店勤務の時に出生し、2歳まで名古屋で過ごした。祖父は佐々木藤太郎（朝鮮総督府官僚）。
東京都杉並区立第七小学校から、中高一貫校の成蹊中学校・高等学校へ進学し、卒業。
1959年に東京大学工学部電気工学科卒業後、東京大学大学院数物系研究科で修士課程修了。
1961年4月に日本電気に入社し、1999年に代表取締役会長となる。
2000年から日本プラントメンテナンス協会会長。
2002年から日本工学教育協会会長。
2008年6月から取締役会長となる。2009年6月に取締役会長を退任、特別顧問となる。
2007年から2年間情報処理学会の会長を務めた。
2018年（平成30年）春の叙勲で旭日重光章を受章。
2022年（令和4年）6月21日0時32分、誤嚥性肺炎のため東京都港区の病院で死去。86歳没。死没日付で従四位に叙された。

## 受賞歴
- 1995年 : 科学技術功労者
- 2001年 : IEEEロバート・ノイス・メダル
- 2006年 : レジオンドヌール勲章シュヴァリエ[8]
- 2009年 : 情報処理学会功績賞[6]
- 2018年4月29日 : 旭日重光章[2][3]
- 2022年6月21日 : 従四位[1]